# Voleybol 1. Ligi 2015-2016 (maschile)
La Voleybol 1. Ligi 2015-2016 si è svolta dal 24 ottobre 2015 al 25 aprile 2016: al torneo hanno partecipato 12 squadre di club turche e la vittoria finale è andata per la settima  volta all'Halkbank.

## Regolamento
Il campionato si è svolto con una prima fase dove le dodici squadre si sono incontrate in un girone all'italiana con gare d'andata e ritorno per un totale di 22 giornate. Al termine della regular season, le prime quattro classificate hanno partecipato ai play-off scudetto, mentre quelle classificatesi dal 5º all’8º posto hanno preso parte ai play-off 5º posto, entrambi svoltisi con un doppio round-robin; in entrambi i casi, i punteggi ottenuti nel corso della regular season non vengono considerati. Le ultime quattro classificate partecipano invece ai play-out, che si svolgono sempre con un doppio round-robin e vedono le ultime due classificate retrocedere in Voleybol 2. Ligi; a differenza dei play-off, il punteggio ottenuto nel corso della stagione regolare contribuisce alla classifica finale delle formazioni impegnate nei play-out.
Al termine del girone di andata della regular season la formazione del Şahinbey si è ritirata: i risultati ottenuti nel girone di andata sono stati mantenuti mentre, nel girone di ritorno, la formazione originariamente avversaria del Şahinbey ha osservato un turno di riposo.

## Squadre partecipanti
Alla Voleybol 1. Ligi 2015-2016 partecipano dodici squadre di club turche, tra queste il Tokat e il BAL sono state promosse al termine della Voleybol 1. Ligi 2014-15.
| Club                 | Stagione | Città     | Impianto                        | Stagione precedente                                                 |
| -------------------- | -------- | --------- | ------------------------------- | ------------------------------------------------------------------- |
| Arkas                | dettagli | Smirne    | İzmir Atatürk Spor Salonu       | Campione di Turchia                                                 |
| BAL                  | dettagli | Smirne    | İzmir Atatürk Spor Salonu       | 1ª in Voleybol 2. Ligi (girone A), 2ª in finale play-off promozione |
| Beşiktaş             | dettagli | Istanbul  | BJK Akatlar Arena               | 6ª in Voleybol 1. Ligi                                              |
| Fenerbahçe           | dettagli | Istanbul  | Burhan Felek Spor Salonu        | 8ª in Voleybol 1. Ligi                                              |
| Galatasaray          | dettagli | Istanbul  | Burhan Felek Spor Salonu        | 4ª in Voleybol 1. Ligi                                              |
| Halkbank             | dettagli | Ankara    | Başkent Voleybol Salonu         | 2ª in Voleybol 1. Ligi                                              |
| İnegöl               | dettagli | İnegöl    | İnegöl Kapalı Spor Salonu       | 10ª in Voleybol 1. Ligi                                             |
| İstanbul BB          | dettagli | Istanbul  | Burhan Felek Spor Salonu        | 5ª in Voleybol 1. Ligi                                              |
| Maliye Milli Piyango | dettagli | Ankara    | Başkent Voleybol Salonu         | 7ª in Voleybol 1. Ligi                                              |
| Şahinbey             | dettagli | Gaziantep | Karatas Sahinbey Spor Salonu    | 9ª in Voleybol 1. Ligi                                              |
| Tokat                | dettagli | Tokat     | Tokat Hüseyin Akbaş Spor Salonu | 1ª in Voleybol 2. Ligi (girone B), 1ª in finale play-off promozione |
| Ziraat Bankası       | dettagli | Ankara    | Başkent Voleybol Salonu         | 3ª in Voleybol 1. Ligi                                              |

## Campionato

### Regular season

#### Risultati
| Prima giornata |                                  |     |                                   |
|                |                                  |     |                                   |
| 24-10          | Halkbank-Fenerbahçe              | 0-3 | 25-27, 29-31, 23-25               |
| 24-10          | Ziraat Bankası-Beşiktaş          | 3-0 | 26-24, 25-19, 25-23               |
| 24-10          | İnegöl-Bornova                   | 1-3 | 25-23, 29-31, 22-25, 20-25        |
| 24-10          | İstanbul BB-Şahinbey             | 3-2 | 25-18, 25-17, 26-28, 22-25, 15-6  |
| 24-10          | Tokat-Arkas                      | 3-2 | 20-25, 23-25, 25-21, 26-24, 15-13 |
| 28-10          | Maliye Milli Piyango-Galatasaray | 3-1 | 25-23, 20-25, 25-22, 25-23        |

| Seconda giornata |                                 |     |                                   |
|                  |                                 |     |                                   |
| 31-10            | Şahinbey-Tokat                  | 3-0 | 25-22, 25-19, 25-18               |
| 31-10            | Beşiktaş-İnegöl                 | 1-3 | 27-29, 26-28, 25-16, 22-25        |
| 31-10            | Fenerbahçe-Maliye Milli Piyango | 3-0 | 25-19, 25-19, 25-19               |
| 31-10            | Galatasaray-İstanbul BB         | 2-3 | 25-17, 19-25, 26-24, 16-25, 11-15 |
| 31-10            | Bornova-Halkbank                | 0-3 | 20-25, 23-25, 26-28               |
| 31-10            | Arkas-Ziraat Bankası            | 2-3 | 19-25, 16-25, 25-20, 25-21, 13-15 |

| Terza giornata |                               |     |                                   |
|                |                               |     |                                   |
| 07-11          | Ziraat Bankası-Şahinbey       | 3-0 | 25-21, 25-17, 25-13               |
| 07-11          | İnegöl-Arkas                  | 3-0 | 25-21, 25-20, 25-19               |
| 07-11          | İstanbul BB-Fenerbahçe        | 3-1 | 25-23, 25-22, 24-26, 30-28        |
| 07-11          | Bornova-Beşiktaş              | 0-3 | 21-25, 12-25, 20-25               |
| 08-11          | Halkbank-Maliye Milli Piyango | 3-2 | 15-25, 25-19, 22-25, 25-18, 15-13 |
| 08-11          | Tokat-Galatasaray             | 3-1 | 25-21, 25-23, 20-25, 25-22        |

| Quarta giornata |                                  |     |                                  |
|                 |                                  |     |                                  |
| 14-11           | Maliye Milli Piyango-İstanbul BB | 3-0 | 25-22, 25-22, 25-16              |
| 14-11           | Şahinbey-İnegöl                  | 3-0 | 28-26, 25-18, 26-24              |
| 14-11           | Beşiktaş-Halkbank                | 1-3 | 29-31, 21-25, 25-22, 21-25       |
| 14-11           | Fenerbahçe-Tokat                 | 3-2 | 26-28, 24-26, 25-11, 25-15, 15-9 |
| 14-11           | Galatasaray-Ziraat Bankası       | 3-1 | 25-14, 25-12, 15-25, 25-19       |
| 14-11           | Arkas-Bornova                    | 3-0 | 25-16, 25-22, 25-22              |

| Quinta giornata |                            |     |                                   |
|                 |                            |     |                                   |
| 21-11           | Ziraat Bankası-Fenerbahçe  | 2-3 | 25-20, 18-25, 25-17, 25-27, 14-16 |
| 21-11           | Halkbank-İstanbul BB       | 3-0 | 25-22, 30-28, 25-11               |
| 21-11           | İnegöl-Galatasaray         | 3-1 | 26-28, 25-22, 25-20, 25-21        |
| 21-11           | Beşiktaş-Arkas             | 0-3 | 20-25, 19-25, 22-25               |
| 21-11           | Bornova-Şahinbey           | 2-3 | 25-22, 17-25, 19-25, 25-19, 13-15 |
| 21-11           | Tokat-Maliye Milli Piyango | 0-3 | 23-25, 21-25, 19-25               |

| Sesta giornata |                                     |     |                                   |
|                |                                     |     |                                   |
| 24-11          | Şahinbey-Beşiktaş                   | 2-3 | 21-25, 21-25, 25-20, 25-23, 17-19 |
| 24-11          | Fenerbahçe-İnegöl                   | 0-3 | 20-25, 23-25, 21-25               |
| 24-11          | Galatasaray-Bornova                 | 3-2 | 25-17, 22-25, 24-26, 27-25, 18-16 |
| 24-11          | İstanbul BB-Tokat                   | 3-2 | 20-25, 25-20, 25-18, 23-25, 15-8  |
| 24-11          | Arkas-Halkbank                      | 0-3 | 26-28, 22-25, 18-25               |
| 25-11          | Maliye Milli Piyango-Ziraat Bankası | 1-3 | 30-28, 18-25, 18-25, 23-25        |

| Settima giornata |                             |     |                                   |
|                  |                             |     |                                   |
| 28-11            | Halkbank-Tokat              | 0-3 | 24-26, 21-25, 20-25               |
| 28-11            | Ziraat Bankası-İstanbul BB  | 3-2 | 25-17, 23-25, 25-17, 19-25, 15-13 |
| 28-11            | İnegöl-Maliye Milli Piyango | 3-1 | 26-24, 25-14, 23-25, 25-12        |
| 28-11            | Beşiktaş-Galatasaray        | 1-3 | 25-22, 21-25, 16-25, 24-26        |
| 28-11            | Arkas-Şahinbey              | 3-1 | 20-25, 25-19, 25-16, 25-18        |
| 28-11            | Bornova-Fenerbahçe          | 1-3 | 21-25, 20-25, 25-23, 23-25        |

| Ottava giornata |                              |     |                                   |
|                 |                              |     |                                   |
| 05-12           | Maliye Milli Piyango-Bornova | 3-2 | 21-25, 25-19, 25-22, 18-25, 15-12 |
| 05-12           | Fenerbahçe-Beşiktaş          | 1-3 | 25-22, 18-25, 22-25, 23-25        |
| 05-12           | Galatasaray-Arkas            | 3-1 | 25-19, 22-25, 25-23, 25-19        |
| 05-12           | İstanbul BB-İnegöl           | 3-1 | 25-22, 25-19, 23-25, 25-19        |
| 05-12           | Tokat-Ziraat Bankası         | 3-2 | 30-32, 25-20, 25-21, 17-25, 15-10 |
| 06-12           | Şahinbey-Halkbank            | 1-3 | 25-21, 22-25, 25-27, 17-25        |

| Nona giornata |                               |     |                                   |
|               |                               |     |                                   |
| 12-12         | Halkbank-Ziraat Bankası       | 3-0 | 25-21, 30-28, 25-22               |
| 12-12         | İnegöl-Tokat                  | 3-2 | 22-25, 25-27, 25-15, 25-16, 15-13 |
| 12-12         | Şahinbey-Galatasaray          | 1-3 | 18-25, 25-23, 19-25, 22-25        |
| 12-12         | Beşiktaş-Maliye Milli Piyango | 2-3 | 25-22, 23-25, 25-17, 20-25, 13-15 |
| 12-12         | Arkas-Fenerbahçe              | 3-0 | 25-18, 25-19, 25-21               |
| 12-12         | Bornova-İstanbul BB           | 0-3 | 21-25, 27-29, 20-25               |

| Decima giornata |                            |     |                                   |
|                 |                            |     |                                   |
| 19-12           | Maliye Milli Piyango-Arkas | 0-3 | 20-25, 22-25, 23-25               |
| 19-12           | Fenerbahçe-Şahinbey        | 3-0 | 25-22, 25-22, 25-18               |
| 19-12           | Galatasaray-Halkbank       | 0-3 | 18-25, 20-25, 22-25               |
| 19-12           | İstanbul BB-Beşiktaş       | 3-0 | 25-19, 25-22, 25-17               |
| 19-12           | Tokat-Bornova              | 3-2 | 22-25, 27-25, 25-18, 27-29, 15-12 |
| 20-12           | Ziraat Bankası-İnegöl      | 3-1 | 25-18, 25-22, 19-25, 25-19        |

| Undicesima giornata |                               |     |                                   |
|                     |                               |     |                                   |
| 22-12               | Şahinbey-Maliye Milli Piyango | 2-3 | 28-26, 25-21, 23-25, 18-25, 8-15  |
| 22-12               | Beşiktaş-Tokat                | 3-0 | 26-24, 25-20, 25-13               |
| 22-12               | Galatasaray-Fenerbahçe        | 0-3 | 21-25, 19-25, 20-25               |
| 22-12               | Arkas-İstanbul BB             | 3-0 | 25-18, 25-17, 27-25               |
| 23-12               | Halkbank-İnegöl               | 3-0 | 25-13, 25-20, 25-20               |
| 23-12               | Bornova-Ziraat Bankası        | 3-2 | 19-25, 23-25, 25-23, 26-24, 16-14 |

| Dodicesima giornata |                                  |             |                                  |
|                     |                                  |             |                                  |
| Riposa:             | İstanbul BB                      | İstanbul BB | İstanbul BB                      |
| 16-01               | Fenerbahçe-Halkbank              | 2-3         | 25-22, 25-21, 12-25, 16-25, 6-15 |
| 17-01               | Beşiktaş-Ziraat Bankası          | 0-3         | 14-25, 15-25, 19-25              |
| 17-01               | Galatasaray-Maliye Milli Piyango | 0-3         | 17-25, 18-25, 19-25              |
| 17-01               | Arkas-Tokat                      | 3-1         | 25-22, 25-20, 21-25, 25-19       |
| 17-01               | Bornova-İnegöl                   | 0-3         | 27-29, 21-25, 22-25              |

| Tredicesima giornata |                                 |       |                                   |
|                      |                                 |       |                                   |
| Riposa:              | Tokat                           | Tokat | Tokat                             |
| 24-01                | Maliye Milli Piyango-Fenerbahçe | 2-3   | 20-25, 25-21, 22-25, 25-20, 13-15 |
| 24-01                | Halkbank-Bornova                | 3-1   | 25-19, 25-18, 22-25, 25-18        |
| 24-01                | İnegöl-Beşiktaş                 | 2-3   | 25-22, 25-19, 21-25, 21-25, 11-15 |
| 24-01                | İstanbul BB-Galatasaray         | 3-1   | 25-16, 25-21, 19-25, 25-19        |
| 04-02                | Ziraat Bankası-Arkas            | 2-3   | 20-25, 25-18, 25-23, 24-26, 9-15  |

| Quattordicesima giornata |                               |                |                                   |
|                          |                               |                |                                   |
| Riposa:                  | Ziraat Bankası                | Ziraat Bankası | Ziraat Bankası                    |
| 31-01                    | Maliye Milli Piyango-Halkbank | 2-3            | 25-22, 25-23, 19-25, 16-25, 11-15 |
| 31-01                    | Beşiktaş-Bornova              | 3-0            | 25-20, 27-25, 25-19               |
| 31-01                    | Fenerbahçe-İstanbul BB        | 0-3            | 22-25, 21-25, 22-25               |
| 31-01                    | Galatasaray-Tokat             | 3-0            | 25-22, 25-16, 25-21               |
| 31-01                    | Arkas-İnegöl                  | 3-2            | 25-19, 24-26, 22-25, 25-21, 16-14 |

| Quindicesima giornata |                                  |        |                            |
|                       |                                  |        |                            |
| Riposa:               | İnegöl                           | İnegöl | İnegöl                     |
| 07-02                 | Halkbank-Beşiktaş                | 3-0    | 25-17, 25-19, 25-19        |
| 07-02                 | Ziraat Bankası-Galatasaray       | 3-0    | 25-23, 25-16, 25-20        |
| 07-02                 | İstanbul BB-Maliye Milli Piyango | 3-0    | 27-25, 28-26, 25-16        |
| 07-02                 | Bornova-Arkas                    | 0-3    | 27-29, 25-27, 11-25        |
| 07-02                 | Tokat-Fenerbahçe                 | 1-3    | 25-22, 24-26, 17-25, 16-25 |

| Sedicesima giornata |                            |         |                            |
|                     |                            |         |                            |
| Riposa:             | Bornova                    | Bornova | Bornova                    |
| 13-02               | Fenerbahçe-Ziraat Bankası  | 3-1     | 25-21, 25-19, 23-25, 25-21 |
| 13-02               | İstanbul BB-Halkbank       | 0-3     | 19-25, 21-25, 18-25        |
| 14-02               | Maliye Milli Piyango-Tokat | 3-0     | 25-23, 25-22, 25-20        |
| 14-02               | Galatasaray-İnegöl         | 3-1     | 25-22, 26-24, 20-25, 25-15 |
| 14-02               | Arkas-Beşiktaş             | 3-1     | 25-23, 19-25, 25-19, 25-15 |

| Diciassettesima giornata |                                     |          |                            |
|                          |                                     |          |                            |
| Riposa:                  | Şahinbey                            | Şahinbey | Şahinbey                   |
| 21-02                    | Ziraat Bankası-Maliye Milli Piyango | 3-1      | 23-25, 25-22, 28-26, 25-22 |
| 21-02                    | Halkbank-Arkas                      | 3-1      | 25-19, 27-25, 25-27, 25-15 |
| 21-02                    | İnegöl-Fenerbahçe                   | 1-3      | 25-19, 17-25, 23-25, 22-25 |
| 21-02                    | Bornova-Galatasaray                 | 1-3      | 17-25, 12-25, 25-21, 18-25 |
| 21-02                    | Tokat-İstanbul BB                   | 1-3      | 19-25, 25-20, 22-25, 20-25 |

| Diciottesima giornata |                             |       |                                   |
|                       |                             |       |                                   |
| Riposa:               | Arkas                       | Arkas | Arkas                             |
| 27-02                 | Fenerbahçe-Bornova          | 3-0   | 25-21, 25-19, 25-20               |
| 27-02                 | Tokat-Halkbank              | 1-3   | 18-25, 23-25, 25-23, 23-25        |
| 28-02                 | Maliye Milli Piyango-İnegöl | 3-2   | 22-25, 25-10, 25-11, 27-29, 15-11 |
| 28-02                 | İstanbul BB-Ziraat Bankası  | 3-0   | 25-17, 25-18, 25-20               |
| 28-02                 | Galatasaray-Beşiktaş        | 3-1   | 16-25, 25-18, 25-23, 25-19        |

| Diciannovesima giornata |                              |          |                     |
|                         |                              |          |                     |
| Riposa:                 | Halkbank                     | Halkbank | Halkbank            |
| 06-03                   | Ziraat Bankası-Tokat         | 3-0      | 25-17, 25-16, 25-19 |
| 06-03                   | İnegöl-İstanbul BB           | 3-0      | 25-18, 25-18, 25-21 |
| 06-03                   | Beşiktaş-Fenerbahçe          | 0-3      | 18-25, 21-25, 20-25 |
| 06-03                   | Bornova-Maliye Milli Piyango | 0-3      | 15-25, 23-25, 23-25 |
| 06-03                   | Arkas-Galatasaray            | 3-0      | 25-13, 25-22, 25-19 |

| Ventesima giornata |                               |             |                            |
|                    |                               |             |                            |
| Riposa:            | Galatasaray                   | Galatasaray | Galatasaray                |
| 12-03              | Ziraat Bankası-Halkbank       | 3-1         | 22-25, 25-18, 26-24, 25-20 |
| 12-03              | Fenerbahçe-Arkas              | 3-0         | 25-21, 25-20, 25-23        |
| 13-03              | Maliye Milli Piyango-Beşiktaş | 3-1         | 25-20, 28-26, 23-25, 25-20 |
| 13-03              | İstanbul BB-Bornova           | 3-0         | 25-13, 25-19, 25-20        |
| 13-03              | Tokat-İnegöl                  | 3-0         | 25-23, 26-24, 25-22        |

| Ventunesima giornata |                            |            |                            |
|                      |                            |            |                            |
| Riposa:              | Fenerbahçe                 | Fenerbahçe | Fenerbahçe                 |
| 20-03                | Halkbank-Galatasaray       | 3-1        | 25-22, 23-25, 25-18, 25-17 |
| 20-03                | İnegöl-Ziraat Bankası      | 0-3        | 25-27, 13-25, 20-25        |
| 20-03                | Beşiktaş-İstanbul BB       | 1-3        | 20-25, 23-25, 25-18, 19-25 |
| 20-03                | Bornova-Tokat              | 1-3        | 21-25, 25-21, 23-25, 21-25 |
| 20-03                | Arkas-Maliye Milli Piyango | 3-0        | 32-30, 26-24, 25-23        |

| Ventiduesima giornata |                        |                      |                                  |
|                       |                        |                      |                                  |
| Riposa:               | Maliye Milli Piyango   | Maliye Milli Piyango | Maliye Milli Piyango             |
| 27-03                 | Ziraat Bankası-Bornova | 3-0                  | 25-17, 25-14, 25-11              |
| 27-03                 | İnegöl-Halkbank        | 1-3                  | 24-26, 19-25, 25-22, 21-25       |
| 27-03                 | Fenerbahçe-Galatasaray | 3-1                  | 25-13, 25-27, 25-15, 25-20       |
| 27-03                 | İstanbul BB-Arkas      | 2-3                  | 29-31, 25-23, 25-15, 19-25, 9-15 |
| 27-03                 | Tokat-Beşiktaş         | 1-3                  | 25-21, 23-25, 23-25, 18-25       |

#### Classifica
| Pos. | Squadra              | Pt | G  | V  | P  | SV | SP | Ratio | PF   | PS   | Ratio |
| ---- | -------------------- | -- | -- | -- | -- | -- | -- | ----- | ---- | ---- | ----- |
| 1.   | Halkbank             | 51 | 21 | 18 | 3  | 55 | 22 | 2,500 | 1859 | 1641 | 1,133 |
| 2.   | Fenerbahçe           | 43 | 21 | 15 | 6  | 49 | 29 | 1,690 | 1805 | 1693 | 1,066 |
| 3.   | Arkas                | 41 | 21 | 14 | 7  | 48 | 30 | 1,600 | 1797 | 1701 | 1,056 |
| 4.   | İstanbul BB          | 41 | 21 | 14 | 7  | 46 | 32 | 1,438 | 1770 | 1688 | 1,049 |
| 5.   | Ziraat Bankası       | 41 | 21 | 13 | 8  | 49 | 32 | 1,531 | 1848 | 1702 | 1,086 |
| 6.   | Maliye Milli Piyango | 32 | 21 | 11 | 10 | 42 | 40 | 1,050 | 1831 | 1818 | 1,007 |
| 7.   | Galatasaray          | 27 | 21 | 9  | 12 | 35 | 45 | 0,778 | 1754 | 1801 | 0,974 |
| 8.   | İnegöl               | 26 | 21 | 8  | 13 | 36 | 44 | 0,818 | 1783 | 1836 | 0,971 |
| 9.   | Tokat                | 21 | 21 | 7  | 14 | 32 | 50 | 0,640 | 1748 | 1909 | 0,916 |
| 10.  | Beşiktaş             | 20 | 21 | 7  | 14 | 30 | 48 | 0,625 | 1719 | 1796 | 0,957 |
| 11.  | Şahinbey             | 11 | 11 | 3  | 8  | 18 | 26 | 0,692 | 929  | 1004 | 0,925 |
| 12.  | BAL                  | 9  | 21 | 2  | 19 | 18 | 60 | 0,300 | 1626 | 1880 | 0,865 |

| Ai play-off scudetto | Ai play-off 5º posto | Ai play-out |

### Play-off

#### Play-off scudetto

##### Risultati
| Primo round-robin |                        |     |                                   |
|                   |                        |     |                                   |
| 06-04             | Halkbank-İstanbul BB   | 2-3 | 21-25, 25-20, 25-19, 21-25, 10-15 |
| 06-04             | Fenerbahçe-Arkas       | 1-3 | 26-24, 17-25, 23-25, 25-27        |
| 07-04             | İstanbul BB-Fenerbahçe | 3-0 | 25-20, 30-28, 25-22               |
| 07-04             | Arkas-Halkbank         | 1-3 | 20-25, 25-20, 19-25, 24-26        |
| 08-04             | Arkas-İstanbul BB      | 2-3 | 25-20, 25-15, 21-25, 17-25, 10-15 |
| 08-04             | Halkbank-Fenerbahçe    | 3-1 | 25-22, 25-18, 29-31, 25-23        |

| Secondo round-robin |                        |     |                                   |
|                     |                        |     |                                   |
| 22-04               | İstanbul BB-Halkbank   | 1-3 | 15-25, 19-25, 25-22, 22-25        |
| 22-04               | Arkas-Fenerbahçe       | 3-0 | 25-22, 26-24, 25-17               |
| 23-04               | Fenerbahçe-İstanbul BB | 0-3 | 19-25, 23-25, 22-25               |
| 23-04               | Halkbank-Arkas         | 3-2 | 23-25, 18-25, 25-21, 25-23, 15-12 |
| 24-04               | İstanbul BB-Arkas      | 3-0 | 25-22, 25-22, 25-19               |
| 24-04               | Fenerbahçe-Halkbank    | 0-3 | 25-27, 15-25, 19-25               |

##### Classifica
| Pos. | Squadra     | Pt | G | V | P | SV | SP | Ratio | PF  | PS  | Ratio |
| ---- | ----------- | -- | - | - | - | -- | -- | ----- | --- | --- | ----- |
| 1.   | Halkbank    | 15 | 6 | 5 | 1 | 17 | 8  | 2,125 | 582 | 532 | 1,094 |
| 2.   | İstanbul BB | 13 | 6 | 5 | 1 | 16 | 7  | 2,286 | 515 | 494 | 1,043 |
| 3.   | Arkas       | 8  | 6 | 2 | 4 | 11 | 13 | 0,846 | 532 | 531 | 1,002 |
| 4.   | Fenerbahçe  | 0  | 6 | 0 | 6 | 2  | 18 | 0,111 | 441 | 513 | 0,860 |

#### Play-off 5º posto

##### Risultati
| Primo round-robin |                                     |     |                                   |
|                   |                                     |     |                                   |
| 07-04             | Ziraat Bankası-İnegöl               | 3-0 | 25-21, 25-18, 26-24               |
| 07-04             | Maliye Milli Piyango-Galatasaray    | 1-3 | 20-25, 22-25, 30-28, 19-25        |
| 08-04             | İnegöl-Maliye Milli Piyango         | 0-3 | 13-25, 19-25, 11-25               |
| 08-04             | Galatasaray-Ziraat Bankası          | 2-3 | 25-22, 25-21, 20-25, 16-25, 12-15 |
| 09-04             | Galatasaray-İnegöl                  | 3-1 | 25-23, 25-22, 22-25, 25-20        |
| 09-04             | Ziraat Bankası-Maliye Milli Piyango | 3-0 | 25-21, 34-32, 25-19               |

| Secondo round-robin |                                     |     |                            |
|                     |                                     |     |                            |
| 19-04               | İnegöl-Ziraat Bankası               | 0-3 | 19-25, 18-25, 11-25        |
| 19-04               | Galatasaray-Maliye Milli Piyango    | 3-1 | 25-17, 17-25, 25-22, 25-17 |
| 20-04               | Maliye Milli Piyango-İnegöl         | 1-3 | 23-25, 19-25, 25-20, 20-25 |
| 20-04               | Ziraat Bankası-Galatasaray          | 3-0 | 25-15, 25-21, 25-23        |
| 21-04               | İnegöl-Galatasaray                  | 1-3 | 25-12, 16-25, 21-25, 20-25 |
| 21-04               | Maliye Milli Piyango-Ziraat Bankası | 1-3 | 26-28, 22-25, 27-25, 20-25 |

##### Classifica
| Pos. | Squadra              | Pt | G | V | P | SV | SP | Ratio | PF  | PS  | Ratio |
| ---- | -------------------- | -- | - | - | - | -- | -- | ----- | --- | --- | ----- |
| 1.   | Ziraat Bankası       | 17 | 6 | 6 | 0 | 18 | 3  | 6,000 | 521 | 435 | 1,198 |
| 2.   | Galatasaray          | 13 | 6 | 4 | 2 | 14 | 10 | 1,400 | 536 | 527 | 1,017 |
| 3.   | Maliye Milli Piyango | 3  | 6 | 1 | 5 | 7  | 15 | 0,467 | 501 | 520 | 0,963 |
| 4.   | İnegöl               | 3  | 6 | 1 | 5 | 5  | 16 | 0,313 | 421 | 497 | 0,847 |

### Play-out

#### Risultati
| Primo round-robin |                  |     |                                   |
|                   |                  |     |                                   |
| 15-04             | Tokat-Beşiktaş   | 2-3 | 25-17, 22-25, 25-19, 23-25, 11-15 |
| 16-04             | Bornova-Tokat    | 3-2 | 25-22, 22-25, 25-21, 20-25, 15-8  |
| 17-04             | Beşiktaş-Bornova | 3-0 | 27-25, 25-18, 31-29               |

| Secondo round-robin |                  |     |                                   |
|                     |                  |     |                                   |
| 23-04               | Beşiktaş-Tokat   | 3-1 | 21-25, 25-12, 27-25, 25-22        |
| 24-04               | Tokat-Bornova    | 3-1 | 25-22, 16-25, 25-19, 25-19        |
| 25-04               | Bornova-Beşiktaş | 3-2 | 25-27, 25-17, 21-25, 25-18, 15-11 |

#### Classifica
| Pos. | Squadra  | Pt | G  | V  | P  | SV | SP | Ratio | PF   | PS   | Ratio |
| ---- | -------- | -- | -- | -- | -- | -- | -- | ----- | ---- | ---- | ----- |
| 1.   | Beşiktaş | 29 | 25 | 10 | 15 | 41 | 54 | 2,458 | 2099 | 2169 | 1,976 |
| 2.   | Tokat    | 26 | 25 | 8  | 17 | 40 | 60 | 1,440 | 2130 | 2300 | 1,893 |
| 3.   | BAL      | 13 | 25 | 4  | 21 | 25 | 70 | 1,000 | 2001 | 2253 | 1,870 |

| Retrocessa in Voleybol 2. Ligi |

## Premi individuali
| Premio                | Nome             | Squadra     |
| --------------------- | ---------------- | ----------- |
| MVP                   | Michał Kubiak    | Halkbank    |
| Miglior palleggiatore | Arslan Ekşi      | İstanbul BB |
| Miglior opposto       | Antonin Rouzier  | Arkas       |
| Miglior schiacciatore | Michał Kubiak    | Halkbank    |
| Miglior schiacciatore | Gökhan Gökgöz    | Arkas       |
| Miglior centrale      | Marko Matić      | İstanbul BB |
| Miglior centrale      | Mustafa Koç      | Arkas       |
| Miglior libero        | Hasan Yeşilbudak | Halkbank    |
| Rising star           | Yiğit Gülmezoğlu | Arkas       |

## Classifica finale
| Pos | Squadra              | Qualificazione           |
| --- | -------------------- | ------------------------ |
|     | Halkbank             | Champions League 2016-17 |
| 2   | İstanbul BB          | Champions League 2016-17 |
| 3   | Arkas                | Champions League 2016-17 |
| 4   | Fenerbahçe           | Coppa CEV 2016-17        |
| 5   | Ziraat Bankası       | Challenge Cup 2016-17    |
| 6   | Galatasaray          | BVA Cup 2016             |
| 7   | Maliye Milli Piyango |                          |
| 8   | İnegöl               |                          |
| 9   | Beşiktaş             |                          |
| 10  | Tokat                |                          |
| 11  | BAL                  | Voleybol 1. Ligi 2016-17 |

## Statistiche
| Punti totali | Punti totali            | Punti totali | Punti totali         |
| Pos.         | Nome                    | Punti        | Squadra              |
| ------------ | ----------------------- | ------------ | -------------------- |
| 1            | Serhat Coşkun           | 497          | Maliye Milli Piyango |
| 2            | William Price           | 448          | İstanbul BB          |
| 3            | Antonin Rouzier         | 437          | Arkas                |
| 4            | Metin Toy               | 426          | Fenerbahçe           |
| 5            | Niels Klapwijk          | 408          | Beşiktaş             |
| 5            | Oleksandr Stacenko      | 408          | Tokat                |
| 7            | Ernardo Gómez           | 404          | İnegöl               |
| 8            | João Ricardo de Freitas | 388          | BAL                  |
| 9            | Marcus Nilsson          | 372          | Ziraat Bankası       |
| 10           | Gökhan Gökgöz           | 369          | Arkas                |

| Attacchi vincenti | Attacchi vincenti       | Attacchi vincenti | Attacchi vincenti    |
| Pos.              | Nome                    | Punti             | Squadra              |
| ----------------- | ----------------------- | ----------------- | -------------------- |
| 1                 | Serhat Coşkun           | 442               | Maliye Milli Piyango |
| 2                 | William Price           | 379               | İstanbul BB          |
| 3                 | Metin Toy               | 377               | Fenerbahçe           |
| 4                 | Antonin Rouzier         | 373               | Arkas                |
| 5                 | Oleksandr Stacenko      | 353               | Tokat                |
| 6                 | Ernardo Gómez           | 352               | İnegöl               |
| 7                 | Niels Klapwijk          | 351               | Beşiktaş             |
| 8                 | João Ricardo de Freitas | 332               | BAL                  |
| 9                 | Gökhan Gökgöz           | 305               | Arkas                |
| 10                | Marcus Nilsson          | 292               | Ziraat Bankası       |

| Muri vincenti | Muri vincenti   | Muri vincenti | Muri vincenti        |
| Pos.          | Nome            | Punti         | Squadra              |
| ------------- | --------------- | ------------- | -------------------- |
| 1             | Marko Matić     | 78            | İstanbul BB          |
| 2             | İbrahim Emet    | 71            | Galatasaray          |
| 3             | Mustafa Koç     | 64            | Arkas                |
| 4             | Selçuk Keskin   | 58            | Fenerbahçe           |
| 5             | Cüneyt Dağcı    | 54            | Ziraat Bankası       |
| 5             | Erhan Dünge     | 54            | Beşiktaş             |
| 7             | Özkan Hayırlı   | 53            | İstanbul BB          |
| 8             | Alen Pajenk     | 50            | Fenerbahçe           |
| 9             | Emin Gök        | 49            | Galatasaray          |
| 10            | Mehmet Almaz    | 48            | İnegöl               |
| 10            | İbrahim Başaran | 48            | Maliye Milli Piyango |
| 10            | Emre Savaş      | 48            | Ziraat Bankası       |

| Battute vincenti | Battute vincenti        | Battute vincenti | Battute vincenti |
| Pos.             | Nome                    | Punti            | Squadra          |
| ---------------- | ----------------------- | ---------------- | ---------------- |
| 1                | Marcus Nilsson          | 48               | Ziraat Bankası   |
| 2                | Tomislav Čošković       | 42               | İstanbul BB      |
| 3                | Kawika Shoji            | 41               | Arkas            |
| 4                | Niels Klapwijk          | 35               | Beşiktaş         |
| 5                | Levi Cabral             | 34               | Fenerbahçe       |
| 5                | Antonin Rouzier         | 34               | Arkas            |
| 7                | Gazmend Husaj           | 30               | İnegöl           |
| 7                | Dick Kooy               | 30               | Halkbank         |
| 7                | Kévin Le Roux           | 30               | Halkbank         |
| 8                | João Ricardo de Freitas | 28               | BAL              |